# Легализация программного обеспечения
Легализация ПО — это отказ от «пиратского» использования программ, переход с использования проприетарного программного обеспечения, не сопровождаемого лицензиями (то есть разрешениями на использование этого ПО от его владельца или правообладателя) на использование ПО, сопровождаемого этими документами (или не требующего их).
В качестве конкретного способа легализации могут выступать покупка необходимых программ с лицензиями, покупка лицензий на уже имеющиеся программы, переход на использование бесплатного (freeware) или условно-бесплатного (shareware) ПО, использование демоверсий (с соблюдением указанного правообладателем срока использования и других ограничений), разработка ПО собственными силами или на заказ.
В ряде случаев возможен и целесообразен переход на использование программного обеспечения с относительно недорогими или бесплатными лицензиями — например, аналогичного ПО менее известных разработчиков, миграция на свободное программное обеспечение, взятие ПО в аренду или лизинг (в том числе вместе с компьютерами), использование ПО, полученного на льготных условиях во время рекламных акций вендоров-разработчиков, приобретение специальных наборов или наклеек на системный блок, делающих использование «пиратского» ПО законным. В принципе, существуют и другие способы легализации программного обеспечения; например, крупная компания может полностью выкупить права на определенный продукт, заключив договор непосредственно с правообладателем.
Как правило, компания или организация, принявшая решение о легализации ПО, использует комбинацию вышеназванных способов, что позволяет свести расходы к минимуму.
Следует различать именные лицензии, представляющие собой разрешение владельца продукта на его использование конкретным юридическим лицом, и неименные, представляющие собой разрешение владельца продукта на его использование любым лицом, купившим лицензию (или владельцем соответствующего компьютера).
Вопреки частому заблуждению, легализацией ПО является приобретение не произвольных, а лишь строго определенных лицензий; например, мало смысла в приобретении юридическим лицом «лицензионных» коробок с MS Office «домашней» (некоммерческой, семейной) версии, не содержащих разрешения на использование этого ПО организацией. Для легализации конкретной программы (например, Windows XP Professional на русском языке) бессмысленно приобретать лицензию на другую программу (например, Windows XP Professional на английском языке или Windows XP Home). Точное название лицензируемого ПО должно быть зафиксировано в документах.

## Проблема легализации ПО в разных странах
Актуальность проблемы легализации ПО определяется уровнем «компьютерного пиратства». Поэтому легализация ПО специфична, в первую очередь, для стран СНГ, стран Восточной Европы, стран БРИК и ряда других, где широко распространено использование проприетарного коммерческого программного обеспечения без покупки соответствующих лицензий. 

Не существует стран, где 100 % программного обеспечения используется легально. Даже в наиболее благополучных в этом отношении США легально используется лишь около 80 % программ, а в Евросоюзе — около 70 %. В странах БРИК (в среднем) только 30 % программ сопровождается лицензиями. В среднем во всем мире количество программ, использующихся «пиратским» способом, продолжает расти и составило в 2008 г. 41 %; то есть, почти половина программ во всем мире не сопровождаются лицензиями на их использование. Примеры по разным странам, взятые из исследования уровня компьютерного пиратства, приведены в таблице. 

Проблема легализации программного обеспечения актуальна во всех странах мира.

### Специфика России
В РФ около 68 % программного обеспечения, установленного на персональные компьютеры по состоянию на 2008 год, использовалось без лицензий, а потери производителей ПО в России от такого использования их продукции превысили, по некоторым оценкам, 4 миллиарда долларов США. В то же время, второй год подряд Россия демонстрирует самое значительное снижение уровня компьютерного пиратства среди других стран.
В РФ вопросы юридической ответственности за незаконное использование программ для ЭВМ регулируются ст. 146 УК РФ (нарушение авторских прав) и рядом других нормативных документов. Выявлению фактов нелегального (несанкционированного правообладателем ПО) использования программного обеспечения в организациях способствуют проверки ОБЭП и других правоохранительных органов, затрагивающие в первую очередь коммерческие организации. Некоторые из них привлекли внимание СМИ и сделали тему легализации программного обеспечения широко обсуждаемой.
В РФ юридически не существует понятий «пиратское» или «нелицензионное» ПО; юридически определяющим является не тот или иной программный код, а наличие в организации всех необходимых документов, подтверждающих, что программное обеспечение приобретено этой организацией официально и используется в соответствии с законодательством. С точки зрения российского законодательства особенно важно наличие соответствующих бухгалтерских документов, подтверждающих приобретение лицензий на ПО и отнесение их на соответствующие статьи баланса. Поэтому в РФ сегодня, безусловно, предпочтительна легализация через покупку лицензий по безналичному расчету. По той же причине, часто возникают трудности у организаций, использующих свободное или бесплатное ПО и не имеющих бумаг, формально подтверждающих легальность его использования.

### СпецификаУкраины
Уровень использования нелицензионного программного обеспечения на Украине в 2008 году составил 84 % по данным BSA/IDC  Архивная копия от 18 сентября 2009 на Wayback Machine. В 2007 году данный показатель был на уровне 83 %.
Основные законы, регламентирующие деятельность ИТ-специалистов в сфере авторского права на компьютерные программы на Украине:
- Закон Украины «Об авторском праве и смежных правах»;
  - компьютерная программа является объектом авторского права и охраняется как литературное произведение;
  - условия, при которых допускается свободное копирование;
  - модификация и декомпиляция компьютерных программ;
  - общие положения об ответственности за использование нелицензионных компьютерных программ;
  - действия с программным обеспечением, которые квалифицируются как нарушение авторских прав;
  - действия, которые могут быть предприняты против нарушителя авторского права на этапе, предшествующем судебному разбирательству.
- Уголовный кодекс Украины
  - штрафы и лишение свободы за нарушение прав интеллектуальной собственности.
- Кодекс Украины о административных правонарушениях
  - штрафы за нарушения прав интеллектуальной собственности.

На Украине вопросами «пиратства» ПО занимается Ассоциация производителей программного обеспечения (Business Software Alliance (BSA)) при поддержке МВД Украины.
Основными причинами столь высокого процента «пиратского» ПО являются следующие факторы:
- отсутствие точного определения понятия «компьютерная программа» (большинство программ имеет только электронные лицензии/ключи, то есть не имеет четко выраженной физической формы, которую тяжело финансово оценить);
- попытка сэкономить на использовании «пиратского» ПО;
- незнание законодательства страны;
- большое количество Интернет-ресурсов, которые предоставляют «пиратское» ПО (см. торренты);
- большинство пользователей компьютеров не знает, что у них установлено «пиратское» ПО;
- большая часть населения не видит разницы между лицензионным и «пиратским» ПО в виде компакт-дисков и DVD;
- менталитет нации;
- неоправданно высокая стоимость лицензированного ПО (в некоторых случаях);
- др.

За последние несколько лет BSA-Украина и УМВД провели ряд совместных рейдов, в ходе которых были выявлены факты использования нелегального использования ПО в различных сферах экономики. Это повлекло за собой бурное обсуждение в СМИ .

## Легализация как новая форма законного распространения ПО
Легализация ПО до недавнего времени не являлась самостоятельной формой распространения программного обеспечения, а сводилась к использованию или комбинированию уже известных на рынке форм и способов.
Ситуация изменилась после того, как некоторые производители начали предлагать пакеты легализации операционной системы, например Microsoft Get Genuine Windows Agreement (GGWA), представляющие собой лицензии на использование системы, де-факто установленной на компьютере ранее, без необходимости её переустановки. Обычно такие пакеты легализации доступны только в странах с высоким уровнем «компьютерного пиратства». Тем не менее, после появления таких пакетов можно обоснованно говорить о легализации как о новой форме легитимного распространения ПО, очень удобной для владельцев корпоративных компьютерных систем, поскольку она исключает необходимость высокозатратных операций переустановки программ. Продажа лицензий (пакетов лицензирования) постфактум выгодна и производителям ПО, поскольку очевидно увеличивает их продажи, особенно с учётом того, что многие компании и организации использует морально устаревшие версии программ, не желая от них отказываться (в том числе из-за затратности переобучения персонала новым версиям или чрезмерных требований новых версий к аппаратной части компьютера). Например, упомянутая выше лицензия Microsoft GGWA по состоянию на 2010 год является в РФ единственным легальным способом приобретения юридическим лицом именных лицензий на ОС Windows XP (используется на 65 % офисных компьютеров) и даже на более старую ОС Windows 2000 (используется на 2 % офисных компьютеров).
Предоставление крупными производителями ПО удобных возможностей для лицензирования своих продуктов постфактум является глубоко продуманной стратегией, поскольку не ставит массы потребителей перед необходимостью отказа от де-факто используемых ими продуктов, что привело бы к резкому снижению количества лояльных потребителей, вплоть до их массового перехода на альтернативные программные платформы. Очевидно, что потребитель тем более охотно заплатит за продукт, чем дольше имел возможность наблюдать его в работе, убеждаясь в его полезности. С этой точки зрения, стратегия легализации ПО постфактум оценивается как очень перспективная.

## Легализация как услуга
Компания, проводящая легализацию своего ПО, может обратиться за помощью в фирму, занимающуюся ИТ-консалтингом или системной интеграцией. В этом случае под легализацией обычно понимают комплексную процедуру, необходимую для того, чтобы затем начать полноценно применять в компании методологию управления лицензиями на ПО, называемую Software Asset Management (SAM). Существует методология проведения комплекса услуг по легализации. Существует специализированное программное обеспечение для автоматизации проведения инвентаризации лицензий и ПО, установленного на компьютерах компании.